# Революционная рабочая партия Минданао
Революционная рабочая партия Минданао, РРПМ (таг. Rebolusyonaryong Partido ng Manggagawa-Mindanao, RPMM) — леворадикальная политическая партия, базирующаяся на острове Минданао Филиппинского архипелага, филиппинская секция Четвёртого интернационала.

## История
В течение 1980-х годов внутри маоистской Коммунистической партии Филиппин шли дискуссии по вопросам соотношения массовой и вооружённой борьбы. К концу 1980-х годов в партии возникла большая группа, выступавшая за пересмотр анализа филиппинского общества и другие политические и идеологические вопросы. Кроме того, одним из элементов критики руководства был вопрос о внутрипартийной демократии. В начале 1990-х годов из вышли организации в регионах Манила — Рисаль, Висайяс и Минданао. В 1998 году на их основе была создана Революционная рабочая партия Филиппин (РРПФ). В качестве её вооружённого крыла была образована Революционная пролетарская армия-Бригады Алекса Бонкайо. В 1999 году начались мирные переговоры между правительством и РРПФ—РПА-БАБ, и в 2000 году было подписано мирное соглашение.
В 2001 году ячейка на острове Минданао вышла из РРПФ в связи с разногласиями по ряду политических вопросов, образовав Революционную рабочую партию Минданао. Вооружённым крылом новой партии на острове стала Революционная народная армия. Одной из причин раскола партии, по мнению активистов из Минданао, является характер заключённого в 2000 году соглашения с правительством Филиппин, которое они посчитали фактической капитуляцией.
В 2005 году РРПМ заключила соглашение о прекращении огня с правительством. При этом её вооружённые силы продолжают существовать. Лидер партии Клара Мария Санчес (Clara Maria Sanchez) пишет:

«… Это ещё не разоружение и остается вопрос об окончательном мирном соглашении с точки зрения решения социальных и демократических проблем, которые лежат в основе насилия в Минданао. Переговоры с правительством носили не только военный характер. Они обязывали правительство обеспечить финансирование проектов развития в районах, находящихся под контролем РРПМ, проектов по вопросам, которые определяются местным населением. Первоначально переговоры охватывали 100 барангаев (округов), а затем ещё 100 обратились с просьбой быть рассмотрены в качестве составной части сферы влияния РРПМ.»

## Международные связи
Ещё до формального образования РРПФ, активисты организаций, вышедших из маоистской компартии, отправили своих представителей на 14-й мировой конгресс Четвёртого интернационала, проходивший в 1995 году в итальянском городе Римини. Отношения поддерживались и в дальнейшем в течение всего периода существования РРПФ. В 2003 году уже РРПМ стала полноправной филиппинской секцией Четвёртого интернационала. Лидер РРПМ Клара Мария Санчес является членом его Исполнительного бюро.